# Claudiu Adrian Pop
Claudiu Adrian Pop (n. 22 octombrie 1974, orașul Oradea, județul Bihor) este un politician român, membru al Parlamentului României.